# Erechthias spartinodes
Erechthias spartinodes är en fjärilsart som beskrevs av Edward Meyrick 1916. Erechthias spartinodes ingår i släktet Erechthias och familjen äkta malar. Inga underarter finns listade i Catalogue of Life.